# Schwarze Au
Die Schwarze Au ist ein Bach im südlichen Schleswig-Holstein, der weite Teile des Sachsenwaldes entwässert.
Die Quelle der Schwarzen Au liegt auf 38 m über NHN nördlich der Stadt Schwarzenbek. Sie durchquert den Sachsenwald in Ost-West-Richtung, fließt durch den Aumühler Ortsteil Friedrichsruh, wo sie zum Schlossteich aufgestaut wird, und mündet in Aumühle auf einer Höhe von 11 m über NHN in die Bille. Unmittelbar gegenüber der Einmündung befindet sich die Produktionsstätte der Fürst-Bismarck-Quelle, eines Mineralwasserproduzenten.

## Verlauf
Die Schwarze Au entspringt auf einer Weide 300 Meter südlich der Straße Havekost–Grove. Von ihrer gefassten Quelle fließt die Schwarze Au begradigt in den Wiesen und Feldern meist am Rand von kleinen Gehölzen zuerst in südwestliche Richtung. Nach 800 Metern wird sie durch ein Rohr unter einem Feld hindurchgeleitet. Nach 200 Metern tritt sie wieder zutage und ändert die Flussrichtung auf Südost.

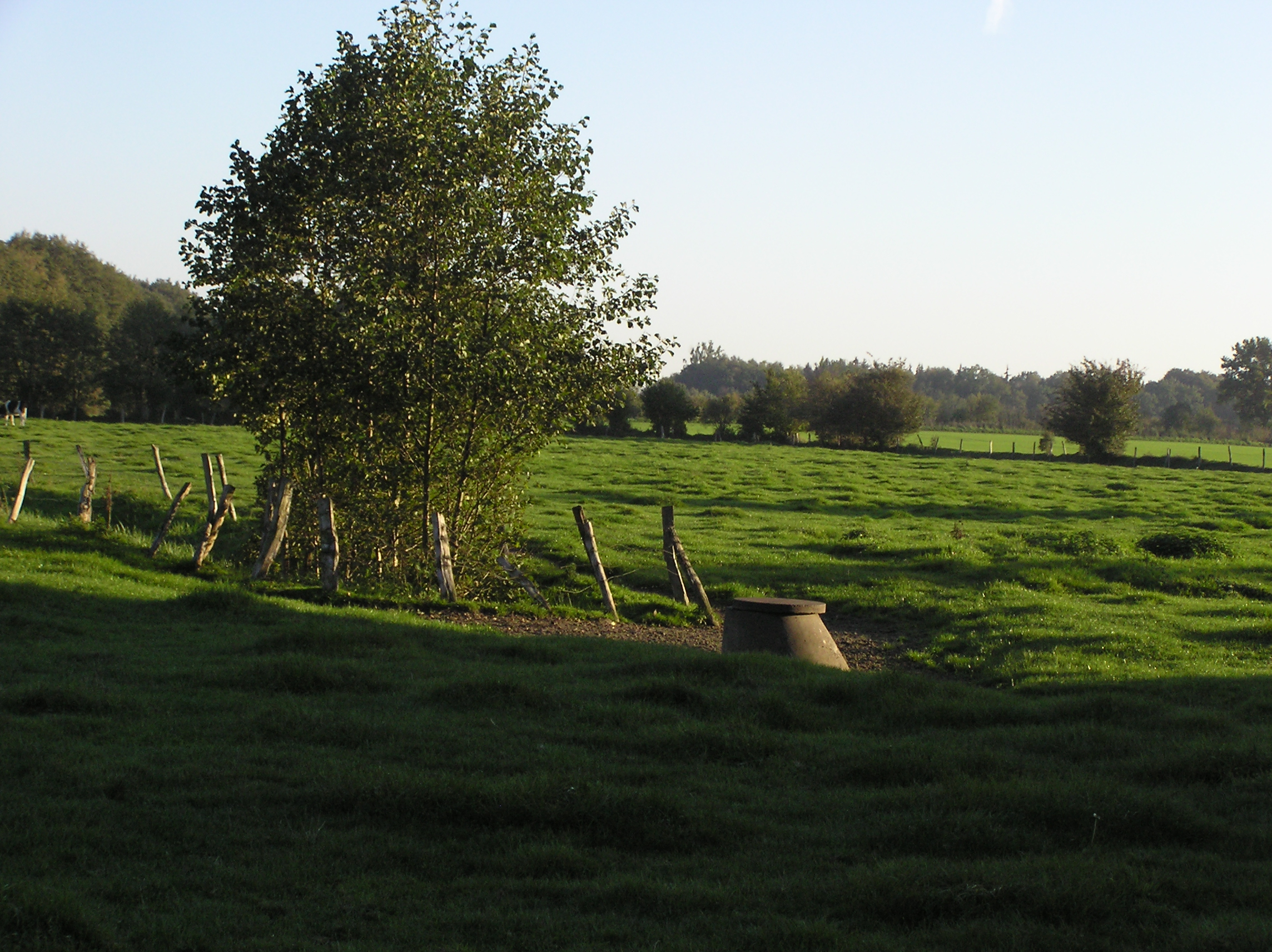
Die Quelle
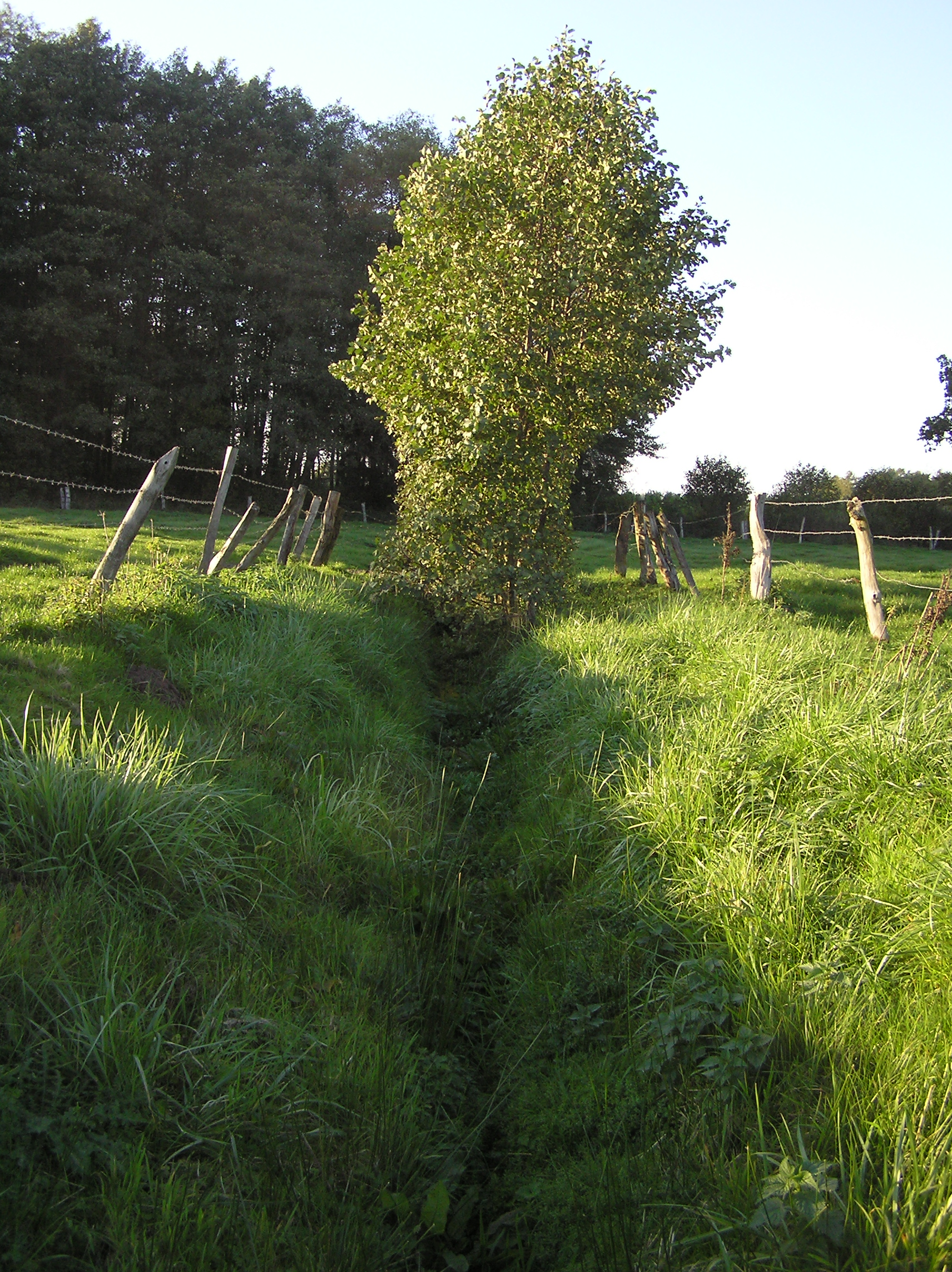
Mit wenig Wasser nach Südost
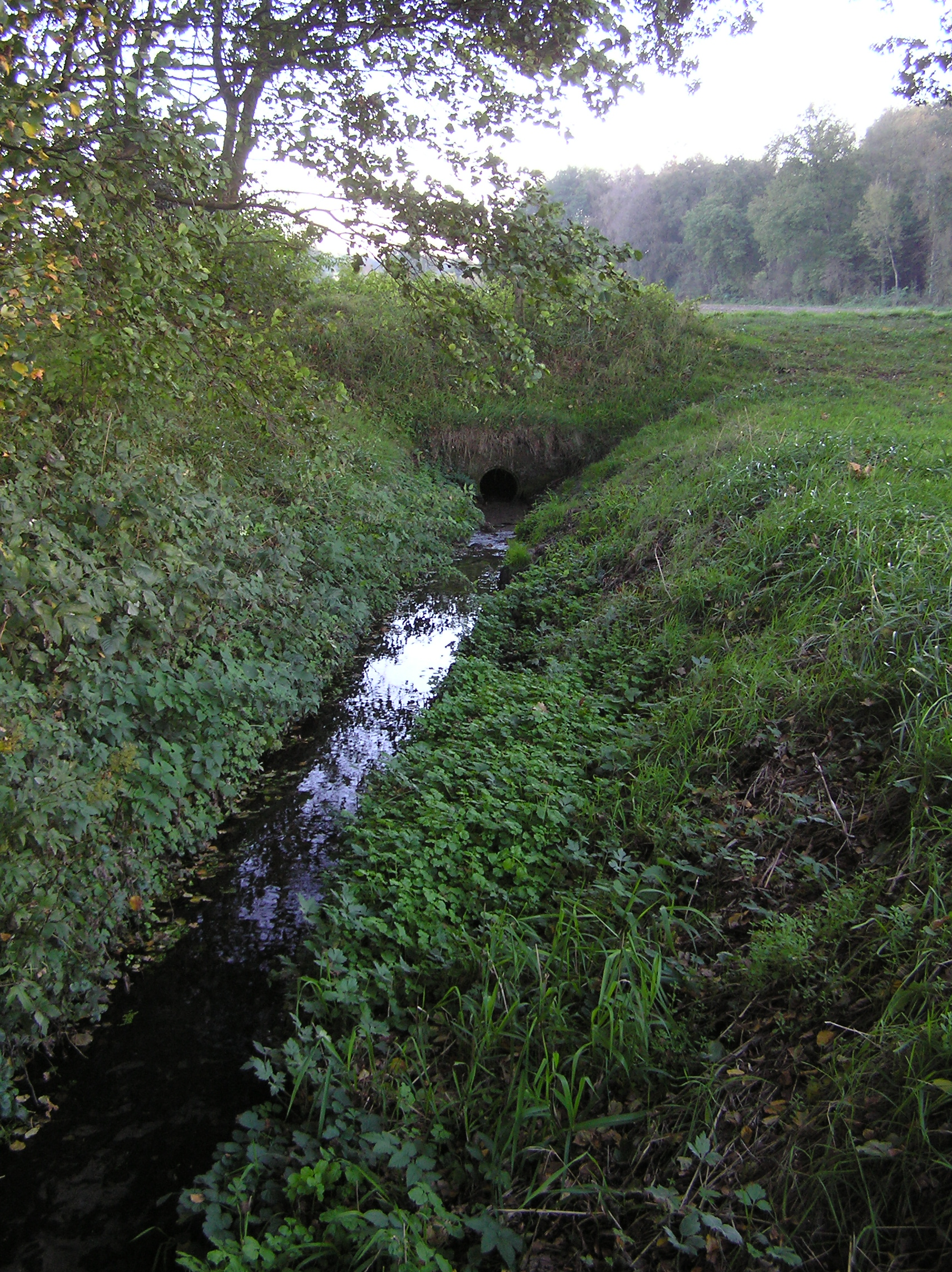
Im Rohr unters Feld …
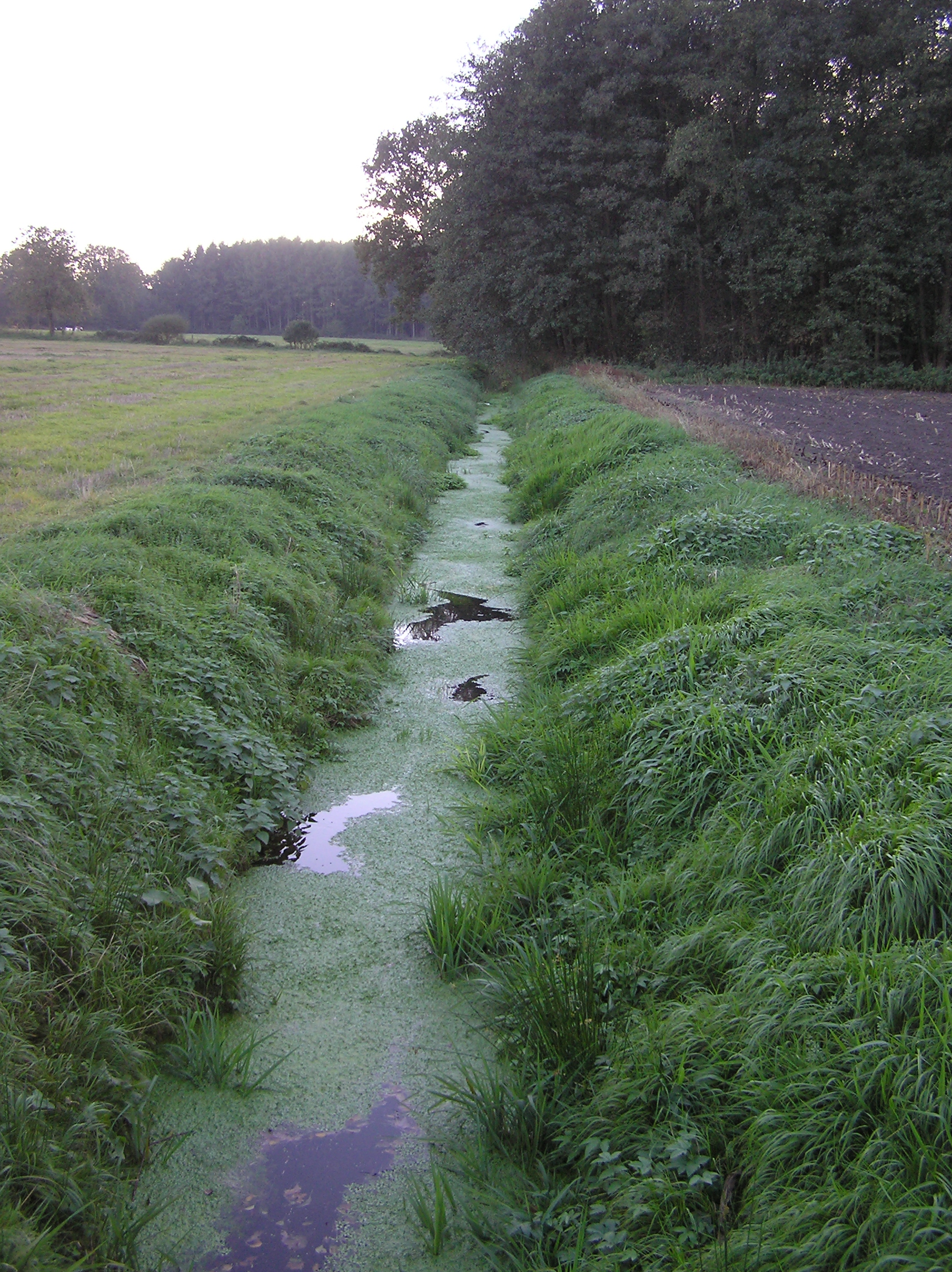
… und dann nach Südwest.

Nach dem Queren des alten Bahndamms der stillgelegten Bahnstrecke Schwarzenbek–Bad Oldesloe fließt sie zwischen Sachsenwald (Großer Radekamp) und neuer B 404 an Schwarzenbek vorbei in südliche Richtung. Sie unterquert diese Bundesstraße beim Forsthaus Radekamp. Nachdem die Au 600 m weiter südlich die Bahnlinie Hamburg-Berlin gekreuzt hat und das Wasser der Schwarzen Bek aufgenommen hat, fließt sie nach Westen.

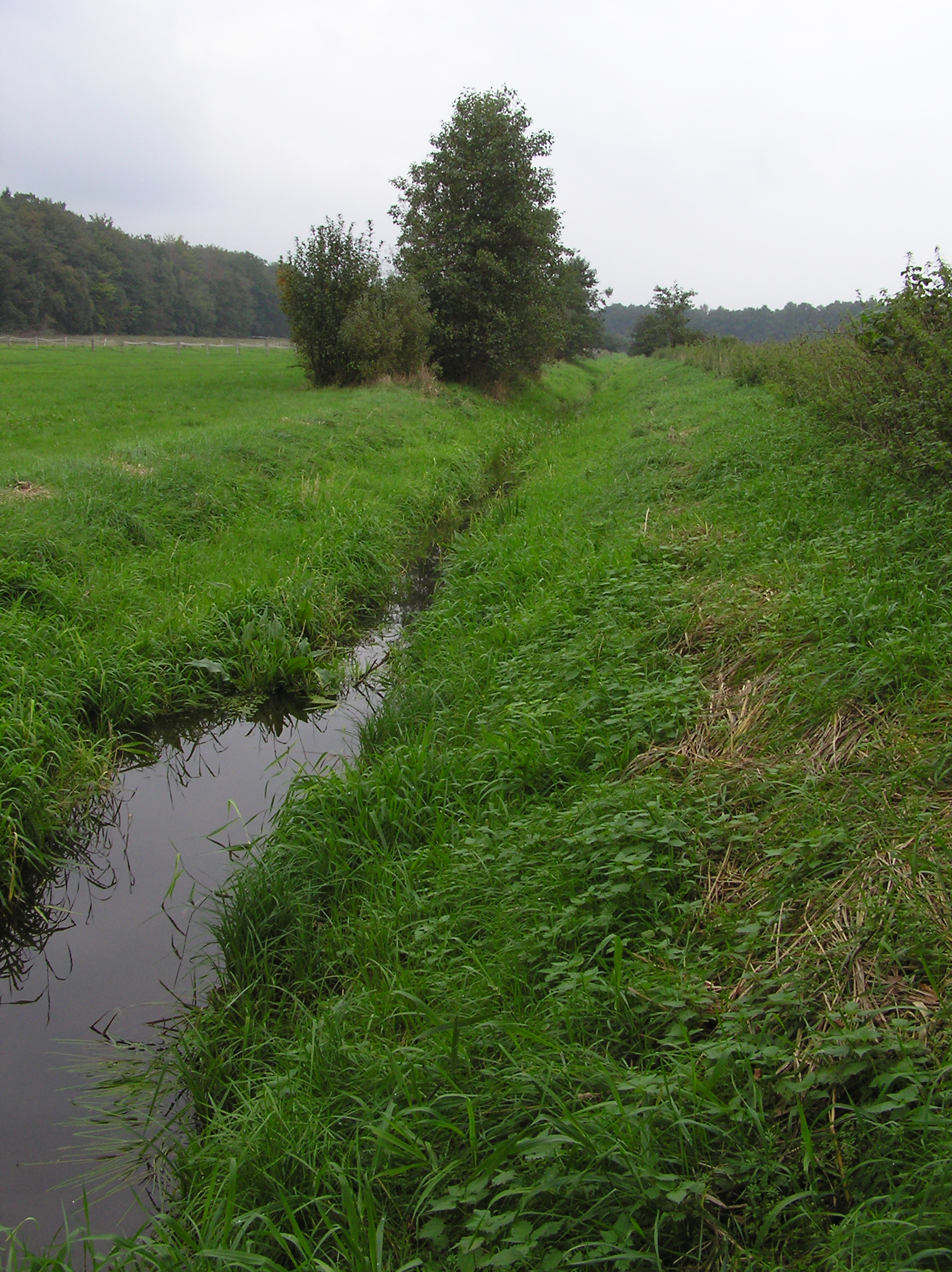
Immer noch begradigt
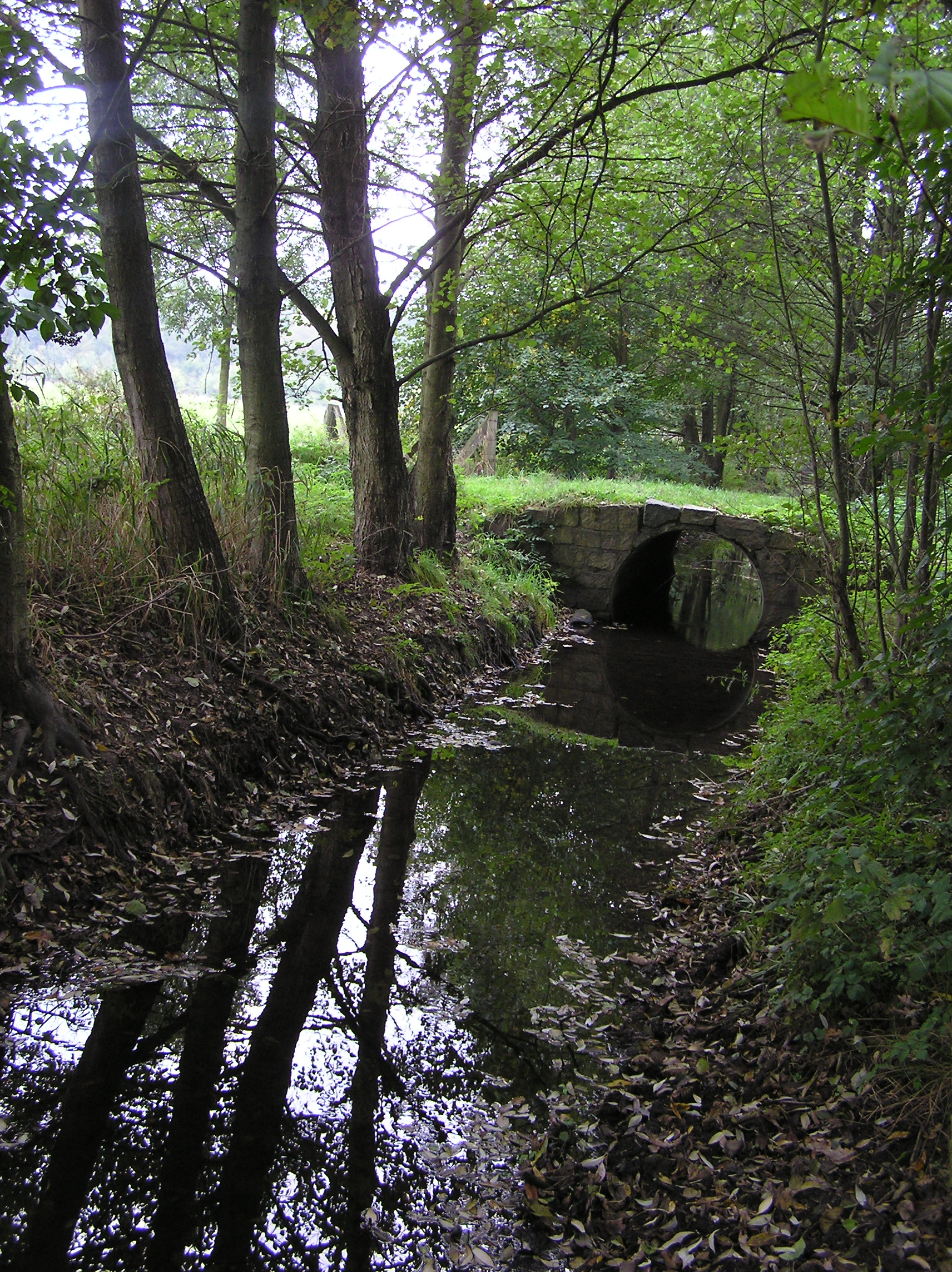
Am Sachsenwald

Im Sachsenwald mündet die Kammerbek in die Schwarze Au, danach durchfließt die Au die Stangenteiche, um beim ehemaligen Kupfermühlenteich (derzeit nicht aufgestaut und trockengefallen) östlich von Friedrichsruh das Wasser der Süsterbek aufzunehmen.

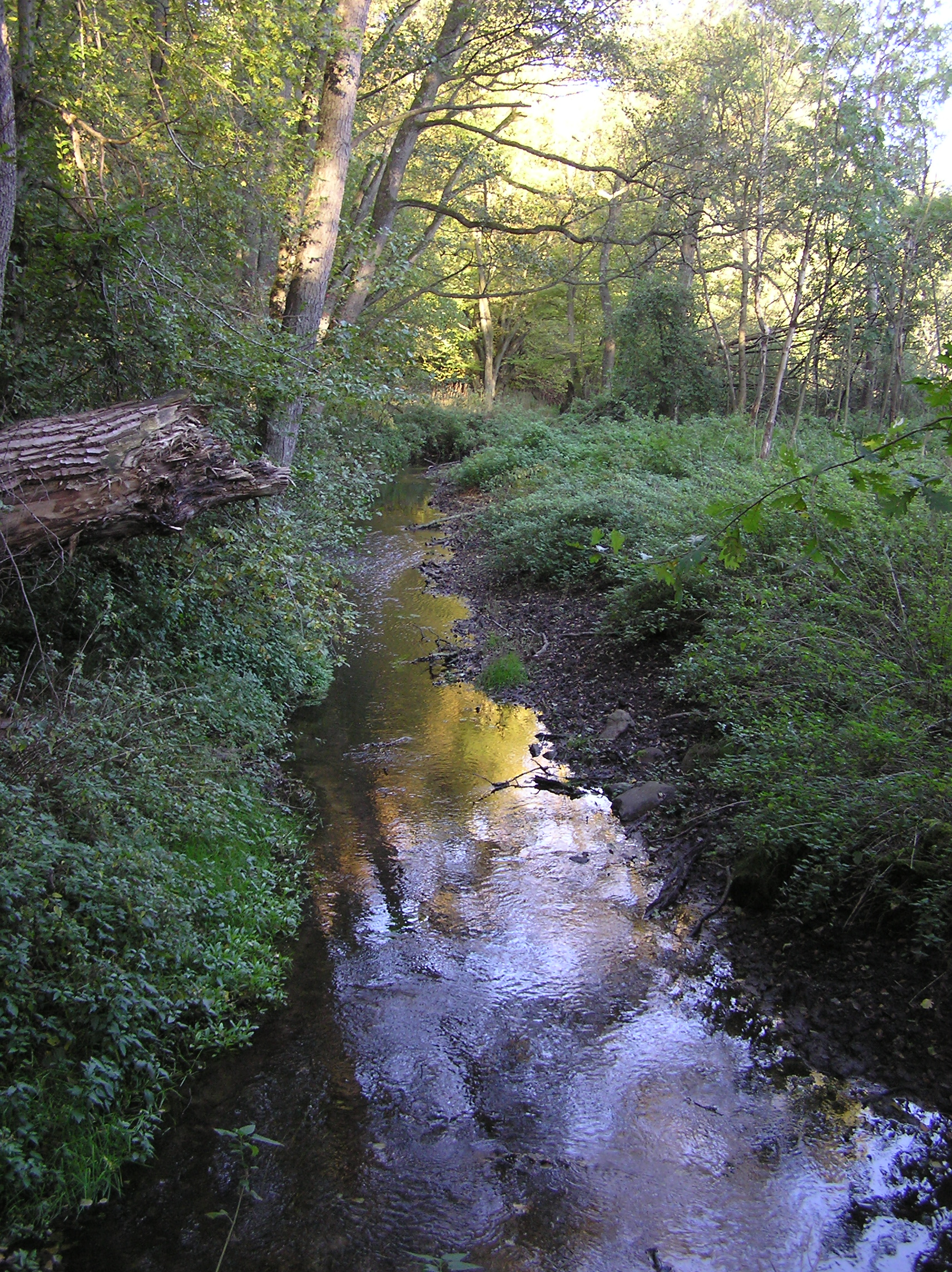
Im Sachsenwald …
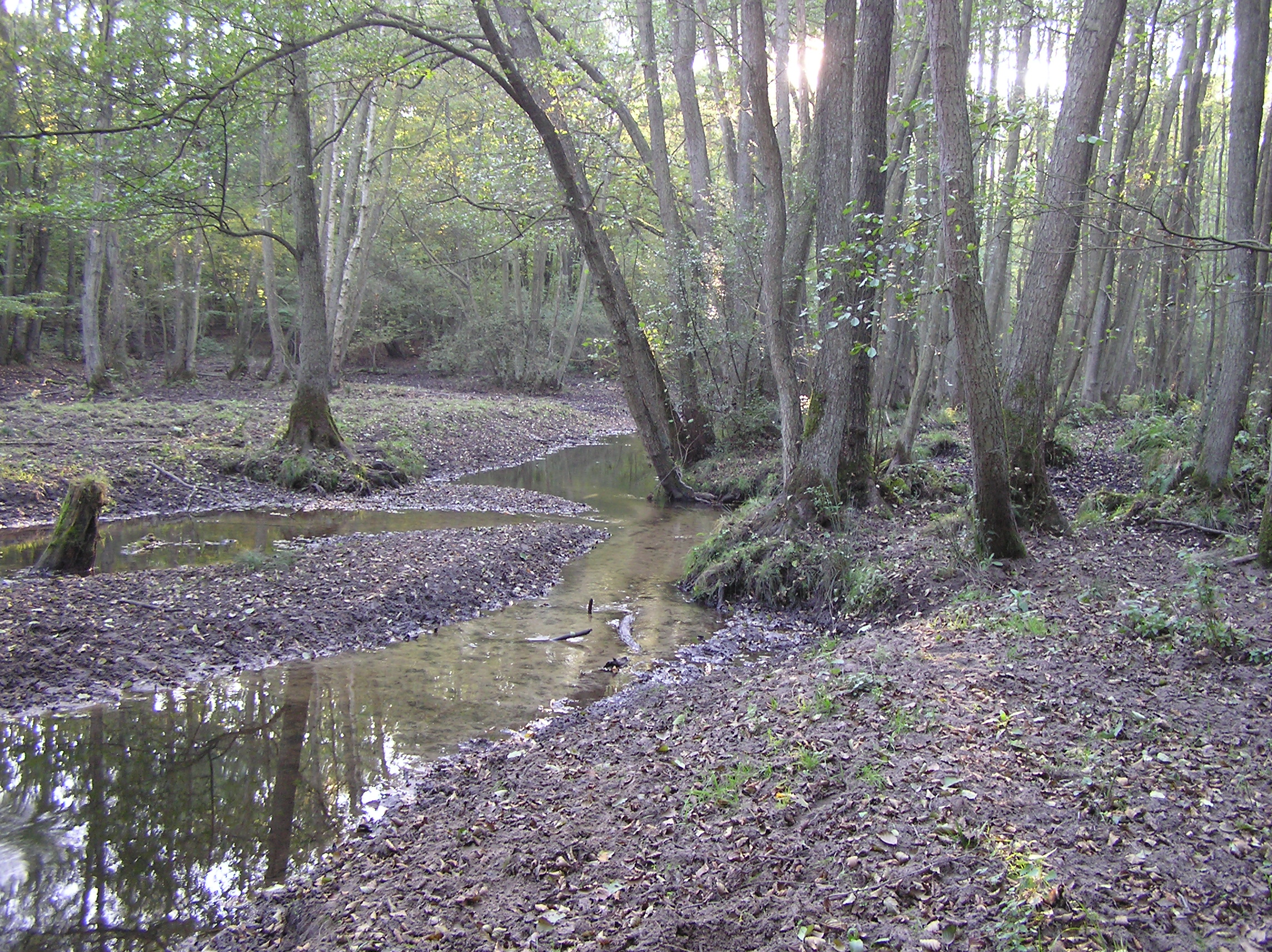
…. östlich der Stangenteiche
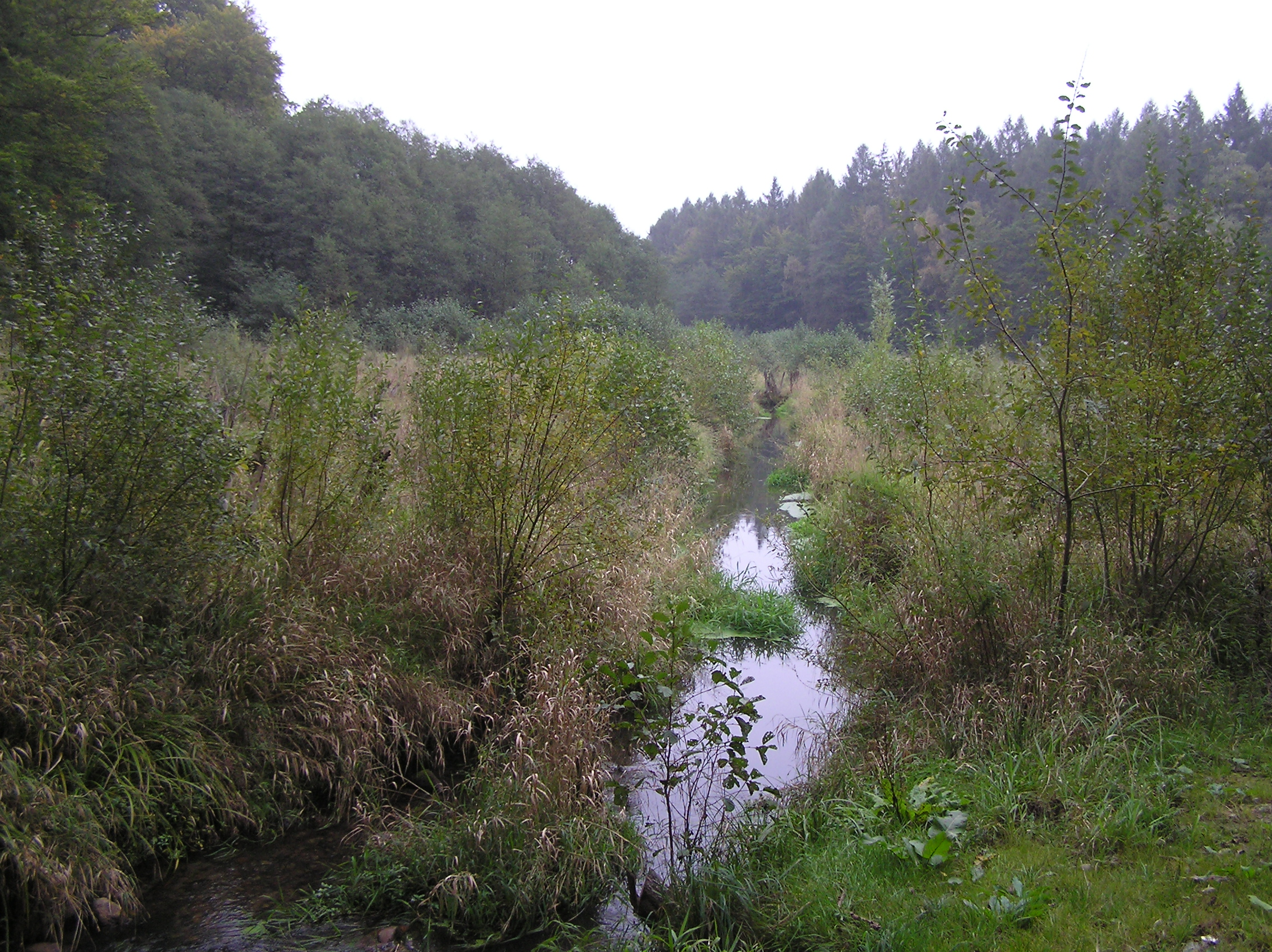
Trocken gefallener Kupfermühlenteich
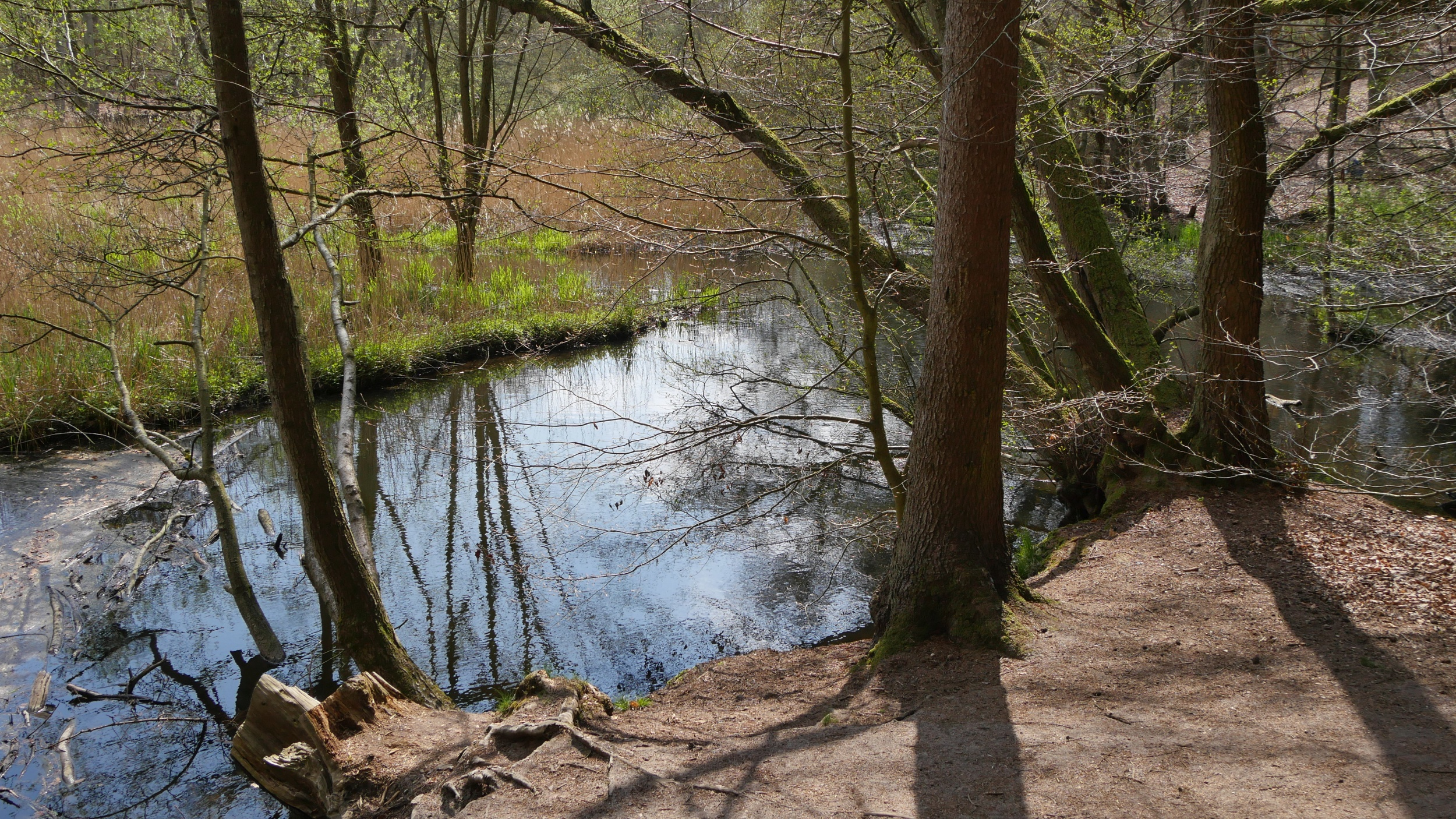
Zwischen Friedrichsruh und Aumühle
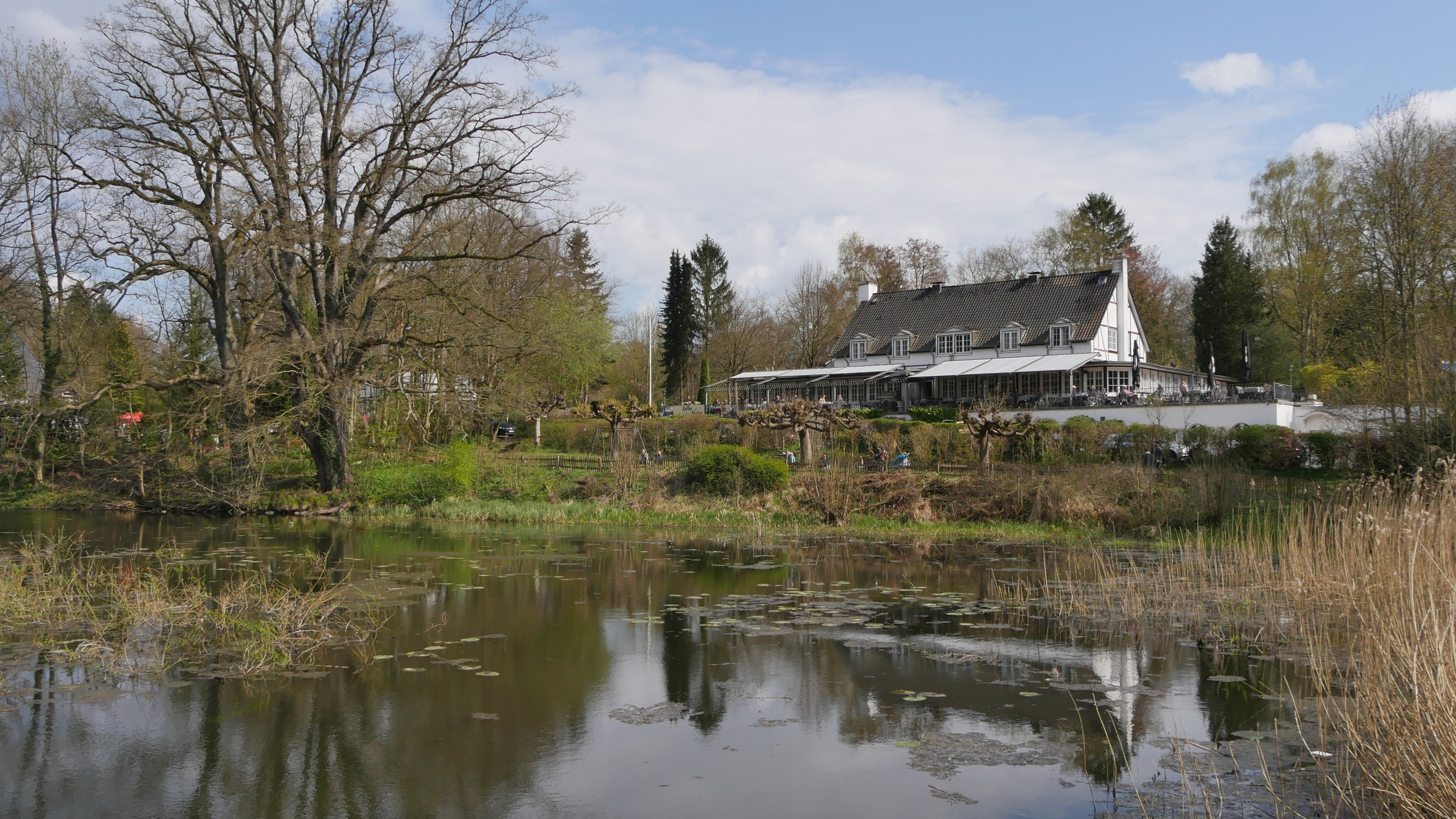
Mühlenteich in Aumühle
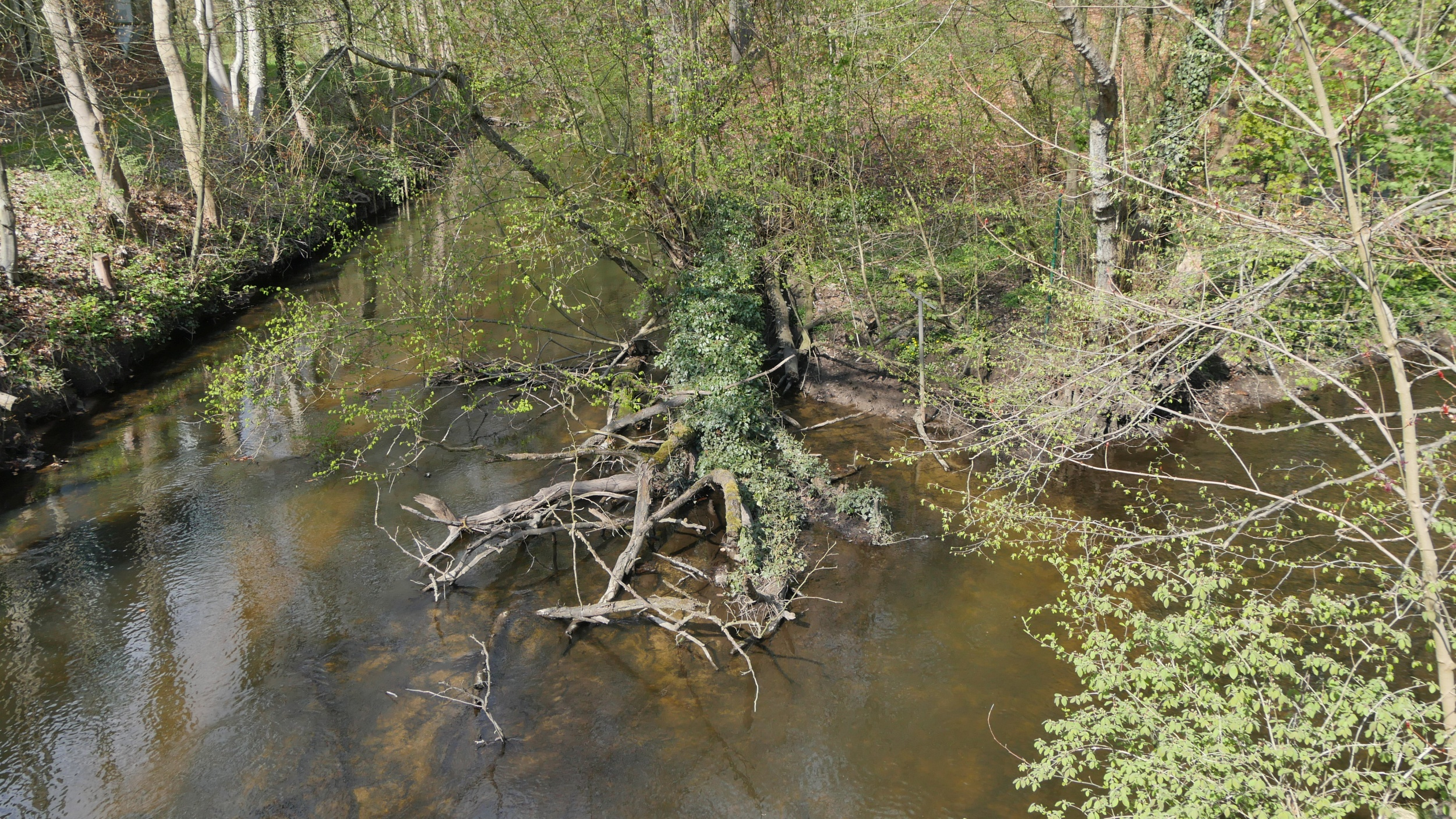
Einmündung in die Bille

In Friedrichsruh wird sie zum Schlossteich aufgestaut. In früheren Zeiten stand hier eine Papiermühle. An dieser Stelle mündet auch die Ochsenbek, die das Kasseburger Moor entwässert. Kurz vor ihrer Mündung in die Bille wird die Schwarze Au zum Aumühler Mühlenteich aufgestaut. Der Bachlauf ist 15 Kilometer lang.

## Geschichte

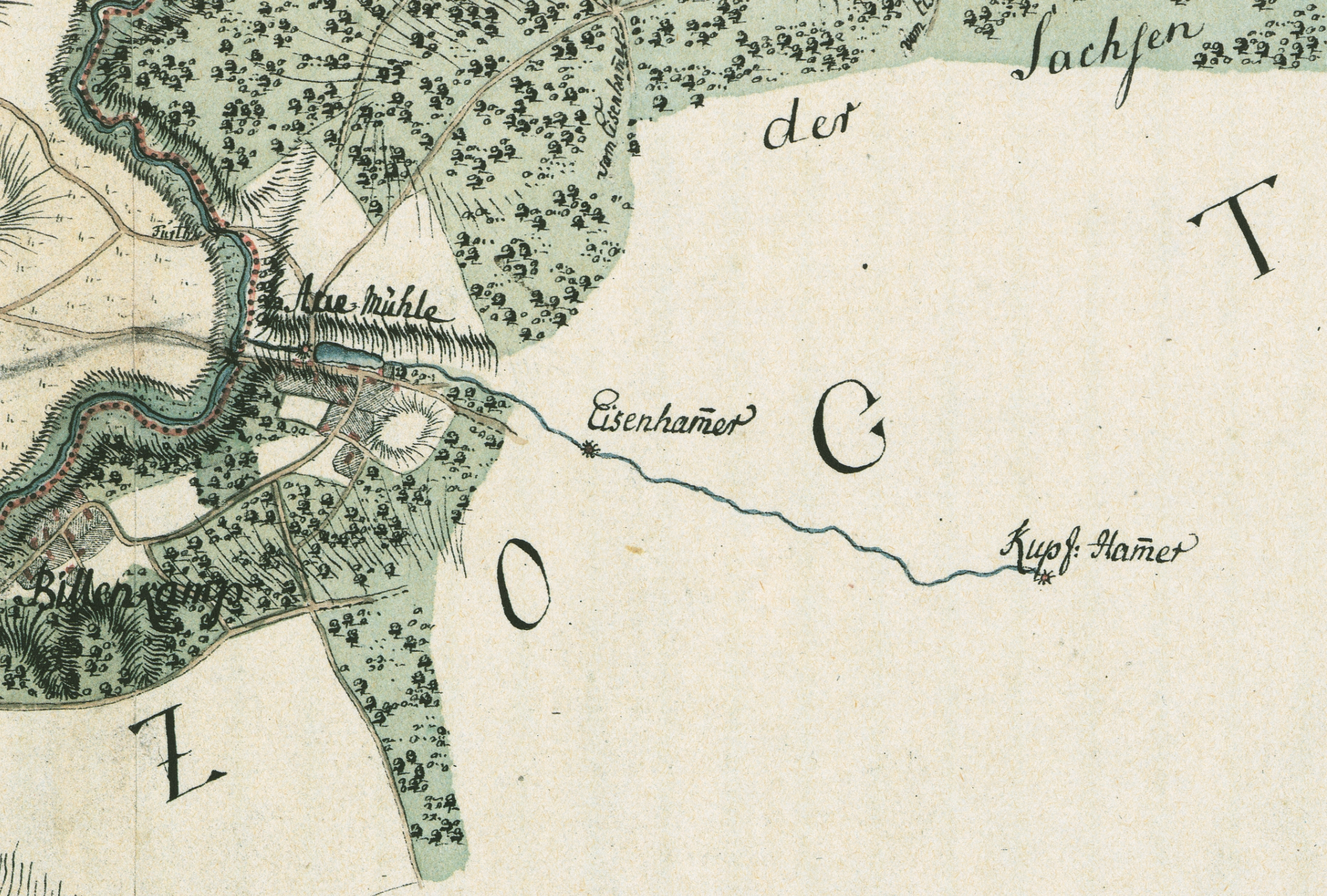
Die schwarze Au um 1790

Die vier Stauungen der Schwarzen Au sind zum Betreiben von Wassermühlen angelegt worden, sodass an der Au ein geschichtliches Industriegebiet entstand.

### Mühlenteich
Die erste Mühle war die Kornmühle am Mühlenteich kurz vor der Mündung der Au in die Bille. Sie wird 1350 erstmals urkundlich erwähnt in einer Botenrechnung der Hamburger Kämmerei. Sie war Zwangsmühle für 13 umliegende Dörfer bis zur Einführung der Gewerbefreiheit. 1650 wird der Mühle das Brauhaus zur Auemühle angegliedert und das Schankrecht verliehen. 1681 Bau einer Sägemühle „unweit von dem orthe, woselbst die awe in die bille fließet“. Der Mühlenbetrieb wurde 1959 eingestellt. Das mit der Mühle verbundene Schankrecht wurde zum Umbau zu einer Gastwirtschaft genutzt.

### Schlossteich
Am jetzigen Schlossteich wurde 1598 eine Papiermühle errichtet, die bis 1758 Lumpen für die Papierherstellung gemahlen hat.
Danach wurden die Gebäude zu einer Eisenfabrik umgebaut und die Papiermühle wurde zu einem Eisenhammer. Um 1800 waren dort ein Roheisen-, Band-, und Breithammer, eine Schleifmühle, ein Dreh- und Schraubenwerk sowie eine Säge- und eine Ankerschmiede vorhanden. Diese Eisenfabrik wurde bis 1812 betrieben.

### Kupfermühlenteich und Stangenteich
Um 1620 wurden die untere und obere Kupfermühle erbaut.

### Renaturierungsmaßnahmen ab 2021
Ab dem Jahr 2021 werden im Verlauf der Schwarzen Au im Rahmen von Förderungsmaßnahmen zur Erfüllung der Wasserrahmenrichtlinie umfangreiche Renaturierungsmaßnahmen durchgeführt. Nachdem zunächst im Winter 2021/2022 ein etwa 2,5 km langer Abschnitt nördlich und südlich der Bahnstrecke Schwarzenbek–Bad Oldesloe durch Laufverlegungen, Einbau von Kiesbänken, Totholz und Störsteinen sowie der Anpflanzung von Büschen und Bäumen im Uferbereich umfangreich renaturiert worden ist, soll im Winter 2022 / 2023 der Abschnitt südlich der Bahnstrecke Berlin–Hamburg in ähnlicher Weise in einen naturnahen Zustand versetzt werden.